# Naby-Moussa Yattara
Naby-Moussa Yattara (ur. 12 stycznia 1984 w Konakry) – gwinejski piłkarz występujący na pozycji bramkarza.

## Kariera klubowa
Swoją karierę rozpoczynał w CS Étoile de Guinée, a następnie grał w Atletico de Coleah Conakry. Stamtąd w 2003 roku trafił do Royalu Antwerp, gdzie zastał swojego rodaka, Mohameda Cisse. W Antwerpii grał przez trzy sezony, a następnie przeniósł się do trzecioligowego RACS Couillet, gdzie grał do 2008 roku. Następnie występował w AC Arles-Avignon, a w 2016 roku został graczem klubu ÉS Paulhan-Pézenas.
| Sezon   | Klub                | Kraj    | Rozgrywki     | Mecze | Bramki | Rozgrywki Europy | Mecze | Bramki |
| ------- | ------------------- | ------- | ------------- | ----- | ------ | ---------------- | ----- | ------ |
| 2001    | CS Étoile de Guinée | Gwinea  | National 2    | 22    | 0      | –                | –     | –      |
| 2002    | Athlético de Coléah | Gwinea  | National 2    | 14    | 0      | –                | –     | –      |
| 2002/03 | Royal Antwerp       | Belgia  | Eerste klasse | 0     | 0      | –                | –     | –      |
| 2003/04 | Royal Antwerp       | Belgia  | Eerste klasse | 0     | 0      | –                | –     | –      |
| 2004/05 | Royal Antwerp       | Belgia  | Tweede klasse | 0     | 0      | –                | –     | –      |
| 2005/06 | Royal Antwerp       | Belgia  | Tweede klasse | 0     | 0      | –                | –     | –      |
| 2006/07 | RACS Couillet       | Belgia  | Derde Klasse  | 7     | 0      | –                | –     | –      |
| 2007/08 | RACS Couillet       | Belgia  | Derde Klasse  | 28    | 0      | –                | –     | –      |
| 2008/09 | FC Sète             | Francja | National      | 34    | 0      | –                | –     | –      |
| 2009/10 | AC Arles-Avignon    | Francja | Ligue 2       | 0     | 0      | –                | –     | –      |
| 2010/11 | AC Arles-Avignon    | Francja | Ligue 1       | 2     | 0      | –                | –     | –      |
| 2011/12 | AC Arles-Avignon    | Francja | Ligue 2       | 5     | 0      | –                | –     | –      |
| 2012/13 | AC Arles-Avignon    | Francja | Ligue 2       | 4     | 0      | –                | –     | –      |
| 2013/14 | AC Arles-Avignon    | Francja | Ligue 2       | 2     | 0      | –                | –     | –      |
| 2014/15 | AC Arles-Avignon    | Francja | Ligue 2       | 2     | 0      | –                | –     | –      |
| 2016/17 | ÉS Paulhan-Pézenas  | Francja | CFA           |       |        | –                | –     | –      |